# Montrouge (actor)
Louis (Émile) Hesnard, conocido artísticamente como Montrouge (15 de marzo de 1825-22 de diciembre de 1903), fue un actor cómico del teatro musical francés de la segunda mitad del siglo XIX, además de director de teatro en París.

## Biografía
Estudió arquitectura en la École des Beaux-Arts de París, pero luego se involucró en el trabajo teatral aficionado.
Su carrera comenzó en serio en 1855 en el Théâtre Batignolles, donde también ejerció como director. Además, dirigió de diversas formas el Théâtre Folies-Marigny entre 1864 y 1869 (donde conoció a su esposa, Marguerite Macé, y al marcharse recibió un beneficio de 500 000 francos), el Théâtre des Bouffes-Parisiens, el Teatro del Châtelet y el Athénée-Comique.
Actuó junto con su esposa en El Cairo entre 1873 y 1875. En el Théâtre des Délassements-Comiques desarrolló el papel de compère de revistas teatrales, por el que se hizo famoso. Después de una gira por Italia, trabajó sucesivamente en el Théâtre des Folies-Dramatiques, el Théâtre des Variétés, el Teatro de la Porte Saint-Martin y en Bruselas.
En 1885 interpretó el papel de Godet en el estreno de Naufrage de M Godet y compuso la revista Les Potins de Paris en el Théâtre des Variétés; en 1886 fue Comisario Trousselet en Fiacre 117 y en 1887 Doyenné en Coup de foudre.
Cantó en varias nuevas producciones en los Bouffes Parisiens, incluido el Barón en Le Droit du seigneur, Laurent XVII en La Mascotte y Alfred Pharaon en Joséphine vendue par ses sœurs en 1889.

## Obra
En opereta, estrenó los papeles de:
- Capoulade en Le Testament de M Crac (1871)
- Baron en Le Droit du seigneur (1878)
- Pontcornet en François les bas-bleus (1883)
- Patouillard en Le Mari de la reine (1889)
- Smithson en Miss Helyett (1894)[3]